# Gornji Vlašnik
Gornji Vlašnik je nenaseljeni otočić u otočju Vrhovnjaci, na pola puta između Lastova i Mljeta, a nalazi se oko 14.1 km istočno od Lastova. Najbliži otok je Srednji Vlašnik, oko 70 m prema zapadu.
Površina otoka je 41.723 m2, duljina obalne crte 985 m, a visina 10 metara.